# 1008

## Родени
- Анри I, крал на Франция